# Acanthocephalus madagascariensis
Acanthocephalus madagascariensis är en hakmaskart som beskrevs av Yves-Jean Golvan 1965. Acanthocephalus madagascariensis ingår i släktet Acanthocephalus och familjen Echinorhynchidae. Inga underarter finns listade i Catalogue of Life.